# Хон Чон Хьон
Хон Чон Хьон (кор. 홍종현) — південнокорейський актор.

## Біографія
Хон Чон Хьон народився 2 лютого 1990 року у столиці Республіки Корея місті Сеул. Свою кар'єру моделі він розпочав у 2007 році, у наступному році отримав свою першу роль в кіно. У наступні декілька років Чон Хьон виконував другорядні ролі в фільмах та серіалах. У 2014 році він зіграв свою першу головну роль в серіалі «Її прекрасні підбори» що транслювався на кабельному каналі, у тому ж році він зіграв головну роль в серіалі каналу MBC «Мама» У наступному році Чон Хьон отримав головні ролі в романтично-комедійному фільмі «Родинне зіткнення», та в фільмі жахів «Аліса: Хлопець з країни чудес». У 2017 році він зіграв одну з головних ролей в історичному серіалі «Кохання короля».
На початку 2019 року актор розпочав зйомки в драмі вихідного дня «Мати моя», прем'єра якої відбулася 23 березня на каналі KBS2 та 30 березня на міжнародному каналі KBSWORLD з субтитрами англійською мовою.
Крім зйомок в фільмах та серіалах актор брав участь в четвертому сезоні розважального шоу «Ми одружилися» (разом з Ю Рою з Girl's Day). Також Чон Хьон більш року був ведучім популярної музичної програми Inkigayo.

## Фільмографія

### Телевізійні серіали
| Рік  | Назва                                        | Роль                   | Мережа   |
| ---- | -------------------------------------------- | ---------------------- | -------- |
| 2009 | «Прямуючи на землю»                          | Хон Кьон Ре            | MBC      |
| 2010 | «О! Моя леді»                                | Пак Чін Хо             | SBS      |
| 2010 | «Риба джунглів 2»                            | Мін Хо Су              | KBS2     |
| 2011 | «Біле різдво»                                | Лі Че Кю               | KBS2     |
| 2011 | «Воїн Пек Дон Су»                            | крон-принц Ї Сан       | SBS      |
| 2011 | «Ідол - вампір»                              | Чон Хьон / геній Яріру | MBN      |
| 2012 | «Дика романтика»                             | Со Юн Ї                | KBS2     |
| 2012 | «Герой»                                      | Чан Кьон Хо (камео)    | OCN      |
| 2012 | «Любий ти»                                   | Ко Чін Се              | jTBC     |
| 2012 | «Чон У Чхі»                                  | Со Чхан Хві            | KBS2     |
| 2013 | «Агентство знайомств: Сірано»                | Му Джін                | tvN      |
| 2014 | «Її прекрасні підбори»                       | О Те Су                | SBS Plus |
| 2014 | «Причина по якій я одружуюся» (міська драма) | Лі Чун Кі              | KBS2     |
| 2014 | «Мама»                                       | Гу Чі Соп              | MBC      |
| 2015 | «Кімната Ю Мі»                               | камео (6 серія)        | Olive TV |
| 2016 | «Коханці при місяці: Червоне серце Рьо»      | Ван Йо                 | SBS      |
| 2017 | «Кохання короля»                             | Ван Рін                | MBC      |
| 2019 | «Мати моя»                                   | Хан Те Джу             | KBS2     |
| 2019 | «Абсолютно мій хлопець»                      | Ма Ван Джін            | SBS      |

### Фільми
| Рік  | Назва                           | Роль          |
| ---- | ------------------------------- | ------------- |
| 2008 | «Коханці»                       | Том           |
| 2008 | «Крижана квітка»                | людина короля |
| 2009 | «Ще один крок до моря»          | Чун Со        |
| 2010 | «Привід»                        | Че Йон        |
| 2015 | «Родинне зіткнення»             | Хан Чхуль Су  |
| 2015 | «Аліса: Хлопець з країни чудес» | Хван          |
| 2019 | «Знов весна»                    | Хо Мін        |

## Нагороди
| Рік  | Нагорода                           | Категорія                                                                           | Робота                                  | Результат | Примітки |
| ---- | ---------------------------------- | ----------------------------------------------------------------------------------- | --------------------------------------- | --------- | -------- |
| 2011 | Korea Best Dresser Swan Awards     | Найкраще одягнена модель                                                            | Н/Д                                     | Перемога  | [ 8 ]    |
| 2014 | Премія розваг MBC                  | Нова зірка року                                                                     | «Ми одружилися» (4 сезон)               | Перемога  | [ 9 ]    |
| 2014 | Премія MBC драма                   | Кращий новий актор                                                                  | «Мама»                                  | Номінація |          |
| 2015 | 9-та Премія кабельного телебачення | Краща пара разом з Хан Син Йон                                                      | «Її прекрасні підбори»                  | Перемога  | [ 10 ]   |
| 2015 | 10-й Азійський модельний фестиваль | Нова зірка                                                                          | Н/Д                                     | Перемога  | [ 11 ]   |
| 2016 | 21-ша Кінопремія Chunsa            | Нагорода за популярність                                                            | Н/Д                                     | Перемога  | [ 12 ]   |
| 2016 | Премія SBS драма                   | Нагорода за майстерність (актор фентезійної драми)                                  | «Коханці при місяці: Червоне серце Рьо» | Номінація |          |
| 2017 | 2-га Премія Азійський артист       | Нагорода за популярність (актор)                                                    | «Кохання короля»                        | Номінація |          |
| 2017 | 44-та Премія MBC драма             | Нагорода за майстерність (актор серіалу що транслювався по понеділках та вівторках) | «Кохання короля»                        | Номінація |          |